# Guerville (Yvelines)
Pour les articles homonymes, voir Guerville.
Guerville est une commune française du département des Yvelines, dans la région Île-de-France, en France, située à 6 km environ au sud de Mantes-la-Jolie.
Ses habitants sont appelés les Guervillois.

## Géographie

### Situation
La commune de Guerville se trouve au bord de la Seine, sur la rive gauche du fleuve, à sept kilomètres environ au sud-est de Mantes-la-Jolie.
C'est une commune rurale jouxtant l'agglomération de Mantes-la-Jolie.

### Communes limitrophes
| Mantes-la-Ville    | Limay                 | Porcheville          |
| Breuil-Bois-Robert | Guerville             | Mézières-sur-Seine   |
|                    | Arnouville-lès-Mantes | Boinville-en-Mantois |

### Hydrographie et relief
Le territoire communal très vallonné, du fait de l'entaille profonde creusée dans le plateau du Mantois par le ru de Senneville qui naît dans la commune au hameau de Senneville et se jette dans la Seine à Mantes-la-Ville. Ce territoire est rural à près de 80 % et boisé pour environ 20 %.

### Transports et voies de communications

#### Réseau routier
Les communications sont assurées principalement par la route départementale 113 (ex-nationale 13) qui suit le bord de la Seine en limite nord de la commune, et par la RD 158 qui passe dans le village, ces deux routes se rejoignant à l'entrée de Mantes-la-Ville.
Deux grands axes de communication parallèles à la RD 113 traversent la commune d'est en ouest sans la desservir directement : l'autoroute de Normandie et la ligne de chemin de fer Paris-Rouen.

#### Bus
La commune est desservie par la ligne N du réseau de bus du Mantois.

### Climat
Pour des articles plus généraux, voir Climat de l'Île-de-France et Climat des Yvelines.
En 2010, le climat de la commune est de type climat océanique dégradé des plaines du Centre et du Nord, selon une étude du CNRS s'appuyant sur une série de données couvrant la période 1971-2000. En 2020, Météo-France publie une typologie des climats de la France métropolitaine dans laquelle la commune est exposée à un climat océanique et est dans la région climatique Sud-ouest du bassin Parisien, caractérisée par une faible pluviométrie, notamment au printemps (120 à 150 mm) et un hiver froid (3,5 °C).
Pour la période 1971-2000, la température annuelle moyenne est de 10,5 °C, avec une amplitude thermique annuelle de 13,8 °C. Le cumul annuel moyen de précipitations est de 701 mm, avec 10,7 jours de précipitations en janvier et 7,8 jours en juillet. Pour la période 1991-2020, la température moyenne annuelle observée sur la station météorologique la plus proche, située sur la commune de Magnanville à 5 km à vol d'oiseau, est de 11,6 °C et le cumul annuel moyen de précipitations est de 641,5 mm,. Pour l'avenir, les paramètres climatiques de la commune estimés pour 2050 selon différents scénarios d'émission de gaz à effet de serre sont consultables sur un site dédié publié par Météo-France en novembre 2022.
| Mois                                  | jan.             | fév.           | mars          | avril         | mai           | juin          | jui.         | août           | sep.          | oct.          | nov.            | déc.             | année      |
| ------------------------------------- | ---------------- | -------------- | ------------- | ------------- | ------------- | ------------- | ------------ | -------------- | ------------- | ------------- | --------------- | ---------------- | ---------- |
| Température minimale moyenne (°C)     | 1,7              | 1,8            | 3,6           | 5,5           | 8,6           | 11,6          | 13,4         | 13,6           | 10,9          | 8,6           | 4,8             | 2,3              | 7,2        |
| Température moyenne (°C)              | 4,3              | 5,1            | 7,8           | 10,7          | 13,9          | 17,2          | 19,5         | 19,5           | 16,2          | 12,5          | 7,7             | 4,8              | 11,6       |
| Température maximale moyenne (°C)     | 6,8              | 8,4            | 12,1          | 15,8          | 19,1          | 22,8          | 25,5         | 25,3           | 21,4          | 16,5          | 10,7            | 7,2              | 16         |
| Record de froid (°C) date du record   | −12,7 01.01.1997 | −12,3 07.02.12 | −8,5 13.03.13 | −3,2 06.04.21 | −0,7 06.05.19 | 3,3 01.06.06  | 6,6 16.07.12 | 5,8 28.08.1998 | 2,4 30.09.18  | −3,5 28.10.03 | −8,2 24.11.1998 | −10,1 29.12.1996 | −12,7 1997 |
| Record de chaleur (°C) date du record | 15,5 27.01.03    | 20,5 27.02.19  | 25,6 31.03.21 | 28,4 20.04.18 | 31,2 27.05.05 | 37,7 27.06.11 | 42 25.07.19  | 40,4 12.08.03  | 35,5 08.09.23 | 29,5 03.10.11 | 20,9 01.11.14   | 16,9 07.12.00    | 42 2019    |
| Précipitations (mm)                   | 48,5             | 47,7           | 48,4          | 42,5          | 62,1          | 53,9          | 51,5         | 56,5           | 40,9          | 65,3          | 57              | 67,2             | 641,5      |

## Urbanisme

### Typologie
Au 1er janvier 2024, Guerville est catégorisée ceinture urbaine, selon la nouvelle grille communale de densité à sept niveaux définie par l'Insee en 2022.
Elle est située hors unité urbaine. Par ailleurs la commune fait partie de l'aire d'attraction de Paris, dont elle est une commune de la couronne,. Cette aire regroupe 1 929 communes,.

### Occupation des solssimplifiée
Le territoire de la commune se compose en 2017 de 80,12 % d'espaces agricoles, forestiers et naturels, 7,04 % d'espaces ouverts artificialisés et 12,84 % d'espaces construits artificialisés.

### Hameaux de la commune
L'habitat est réparti entre le bourg principal situé au fond d'un vallon et qui tend à s'étirer le long de la RD 158 en direction de Mantes, les hameaux de Senneville et Fresnel à l'est et celui de la Plagne plus au nord.

## Toponymie
Le nom de la localité est attesté sous les formes de Guervilla en 1187 ; Guerrevilla  au XIIIe siècle vers 1250 ; Guervilla fin XVe siècle.
Il s'agit d'une formation toponymique en -ville au sens ancien de « domaine rural », il est précédé selon le cas général (hors Normandie) d'un anthroponyme de type germanique,.
Le premier élément représente peut-être un nom de personne germanique en Weri- ou bien Werno.
Remarque : aucune forme ancienne n'atteste de la présence d'un [n] dans le nom de personne, ce n'est donc qu'une possible évolution phonétique avec chute de celui-ci.

## Histoire
- Site habité dès le Néolithique. On y a retrouvé notamment une sépulture mégalithique, détruite au XIXe siècle, et un four à chaux de cette époque a été mis au jour.
- Des traces de la présence des Carnutes, habitants de l'époque gauloise, ont été retrouvées (massues en pierre).
- Au XIIe siècle, le village appartenait, en partie, au seigneur Henri de Guerville.
- En 1565, les chartreux devinrent les seigneurs de Guerville.
- Une carte topographique de 1646 incorpore la commune (Saint-Germain-de-Secqueval) à la Madrie.

## Politique et administration

### Instances administratives et judiciaires
La commune de Guerville est le chef-lieu du canton de Bonnières-sur-Seine et est rattachée à la communauté urbaine Grand Paris Seine et Oise.
Sur le plan électoral, la commune est rattachée à la neuvième circonscription des Yvelines, circonscription à dominante rurale du nord-ouest des Yvelines.
Sur le plan judiciaire, Guerville fait partie de la juridiction d’instance de Mantes-la-Jolie et, comme toutes les communes des Yvelines, dépend du tribunal de grande instance ainsi que de tribunal de commerce sis à Versailles,.

### Tendances politiques et résultats
| Scrutin             | Scrutin             | 1er tour | 1er tour | 1er tour | 1er tour | 1er tour  | 1er tour | 1er tour | 1er tour  | 1er tour | 1er tour | 1er tour | 1er tour | 2d tour | 2d tour | 2d tour | 2d tour | 2d tour | 2d tour |
| Scrutin             | Scrutin             | 1er      | 1er      | %        | 2e       | 2e        | %        | 3e       | 3e        | %        | 4e       | 4e       | %        | 1er     | 1er     | %       | 2e      | 2e      | %       |
| ------------------- | ------------------- | -------- | -------- | -------- | -------- | --------- | -------- | -------- | --------- | -------- | -------- | -------- | -------- | ------- | ------- | ------- | ------- | ------- | ------- |
| Présidentielle 2017 | Présidentielle 2017 |          | FN       | 27,46    |          | LR        | 21,51    |          | EM        | 19,45    |          | LFI      | 15,18    |         | EM      | 57,95   |         | FN      | 42,05   |
| Présidentielle 2022 | Présidentielle 2022 |          | LREM     | 26,77    |          | RN        | 26,18    |          | LFI       | 14,39    |          | REC      | 10,35    |         | LREM    | 53,51   |         | RN      | 46,49   |
| Législatives 2022   | 9e                  |          | RN       | 27,60    |          | MoDem-Ens | 26,12    |          | LFI-Nupes | 20,97    |          | LR       | 6,22     |         | MoDem   | 50,15   |         | RN      | 49,85   |
| Législatives 2024   | 9e                  |          | RN       | 45,12    |          | MoDem-Ens | 20,56    |          | PS-NFP    | 19,44    |          | LR       | 7,53     |         | RN      | 59,38   |         | PS      | 40,62   |

## Population et société

### Démographie

#### Évolution démographique
L'évolution du nombre d'habitants est connue à travers les recensements de la population effectués dans la commune depuis 1793. Pour les communes de moins de 10 000 habitants, une enquête de recensement portant sur toute la population est réalisée tous les cinq ans, les populations de référence des années intermédiaires étant quant à elles estimées par interpolation ou extrapolation. Pour la commune, le premier recensement exhaustif entrant dans le cadre du nouveau dispositif a été réalisé en 2007.

En 2022, la commune comptait 2 088 habitants, en évolution de −2,43 % par rapport à 2016 (Yvelines : +2,72 %, France hors Mayotte : +2,11 %).
| 1793 | 1800 | 1806 | 1821 | 1831 | 1836 | 1841 | 1846 | 1851 |
| ---- | ---- | ---- | ---- | ---- | ---- | ---- | ---- | ---- |
| 821  | 800  | 839  | 891  | 909  | 916  | 888  | 867  | 850  |

| 1856 | 1861 | 1866 | 1872 | 1876 | 1881 | 1886 | 1891 | 1896 |
| ---- | ---- | ---- | ---- | ---- | ---- | ---- | ---- | ---- |
| 826  | 801  | 750  | 764  | 744  | 747  | 728  | 733  | 671  |

| 1901 | 1906 | 1911 | 1921 | 1926 | 1931 | 1936 | 1946 | 1954 |
| ---- | ---- | ---- | ---- | ---- | ---- | ---- | ---- | ---- |
| 693  | 664  | 747  | 647  | 690  | 771  | 770  | 813  | 966  |

| 1962  | 1968  | 1975  | 1982  | 1990  | 1999  | 2006  | 2007  | 2012  |
| ----- | ----- | ----- | ----- | ----- | ----- | ----- | ----- | ----- |
| 1 277 | 1 360 | 1 754 | 1 644 | 1 898 | 1 899 | 1 985 | 1 997 | 2 139 |

| 2017  | 2022  | - | - | - | - | - | - | - |
| ----- | ----- | - | - | - | - | - | - | - |
| 2 144 | 2 088 | - | - | - | - | - | - | - |

#### Pyramide des âges
En 2018, le taux de personnes d'un âge inférieur à 30 ans s'élève à 35 %, soit en dessous de la moyenne départementale (38 %). À l'inverse, le taux de personnes d'âge supérieur à 60 ans est de 22,6 % la même année, alors qu'il est de 21,7 % au niveau départemental.
En 2018, la commune comptait 1 085 hommes pour 1 077 femmes, soit un taux de 50,19 % d'hommes, légèrement supérieur au taux départemental (48,68 %).
Les pyramides des âges de la commune et du département s'établissent comme suit.
| Hommes | Classe d’âge | Femmes |
| ------ | ------------ | ------ |
| 0,5    | 90 ou +      | 0,7    |
| 5,7    | 75-89 ans    | 6,1    |
| 15,4   | 60-74 ans    | 16,8   |
| 24,0   | 45-59 ans    | 21,9   |
| 18,3   | 30-44 ans    | 20,8   |
| 16,1   | 15-29 ans    | 14,9   |
| 20,1   | 0-14 ans     | 18,9   |

| Hommes | Classe d’âge | Femmes |
| ------ | ------------ | ------ |
| 0,6    | 90 ou +      | 1,4    |
| 6      | 75-89 ans    | 7,8    |
| 13,5   | 60-74 ans    | 14,8   |
| 20,7   | 45-59 ans    | 20,1   |
| 19,6   | 30-44 ans    | 19,9   |
| 18,5   | 15-29 ans    | 16,8   |
| 21,2   | 0-14 ans     | 19,2   |

### Sports
- Guerville est dotée depuis 1989 d'un golf à 18 trous.

## Économie
La commune de Guerville accueille l'usine d'incinération des déchets ménagers du Distrival (syndicat de collecte des déchets regroupant 55 communes, soit 176 000 habitants). Cette usine, appelée « centre de valorisation », construite et gérée par la société Valène, filiale de Veolia, est équipée de trois fours à lits fluidisés, technique qui permet de réduire à moins de 0,1¨% les imbrûlés. Alors qu'elle a été construite en 1997-1998, elle tourne désormais à sa capacité normale après avoir connu de nombreuses difficultés techniques, et traite 63 000 tonnes de déchets par an. Il a fallu plusieurs années pour la mettre au point. Le coût de traitement serait de 75 euros la tonne. À partir de la vapeur dégagée, l'usine produit  40 000 MWh, dont 80 % sont vendus à EDF, les 20 % restants étant consommés dans l'usine. Les résidus, appelés mâchefers, sont utilisés comme sous-couche routière.
Elle héberge également, dans les immeubles baptisés « Les Technodes », le siège de plusieurs sociétés du groupe Calcia : 
- Ciments Calcia : ciments et chaux n;
- Axim : adjuvants pour ciments et bétons ;
- GSM : granulats ;
- Unibéton : béton prêt-à-l'emploi ;

ainsi que le centre technique du groupe (CTG), l'un des centres de recherche du groupe Italcementi, l'autre étant situé en Italie.

## Culture locale et patrimoine

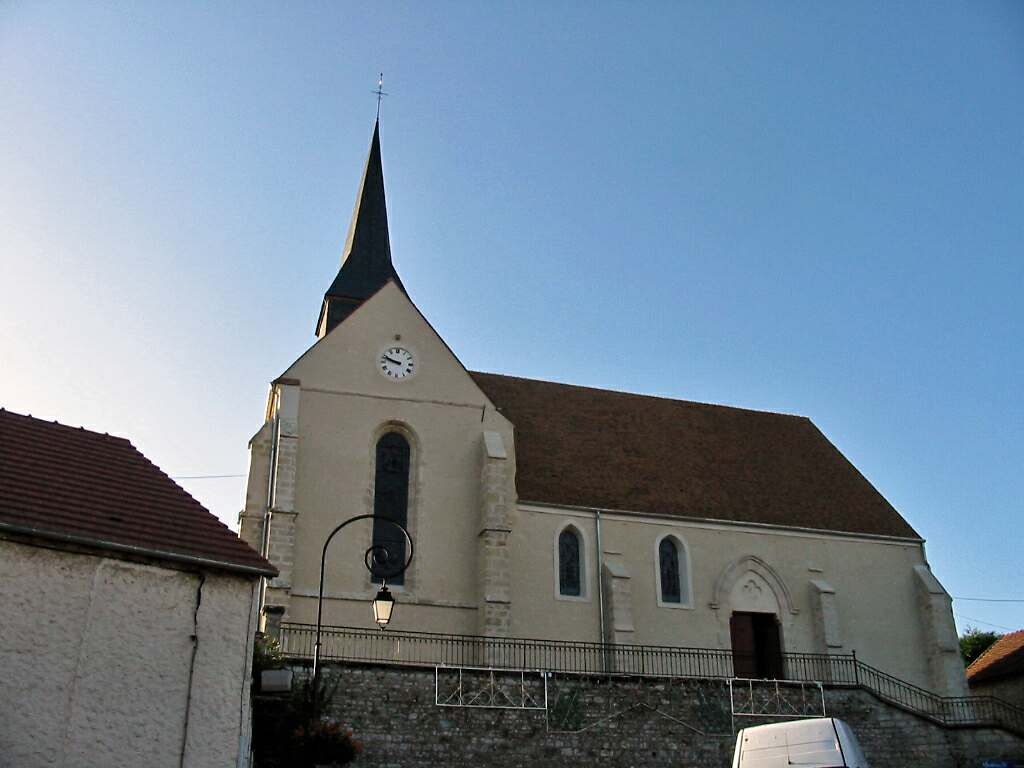
L'église Saint-Martin.

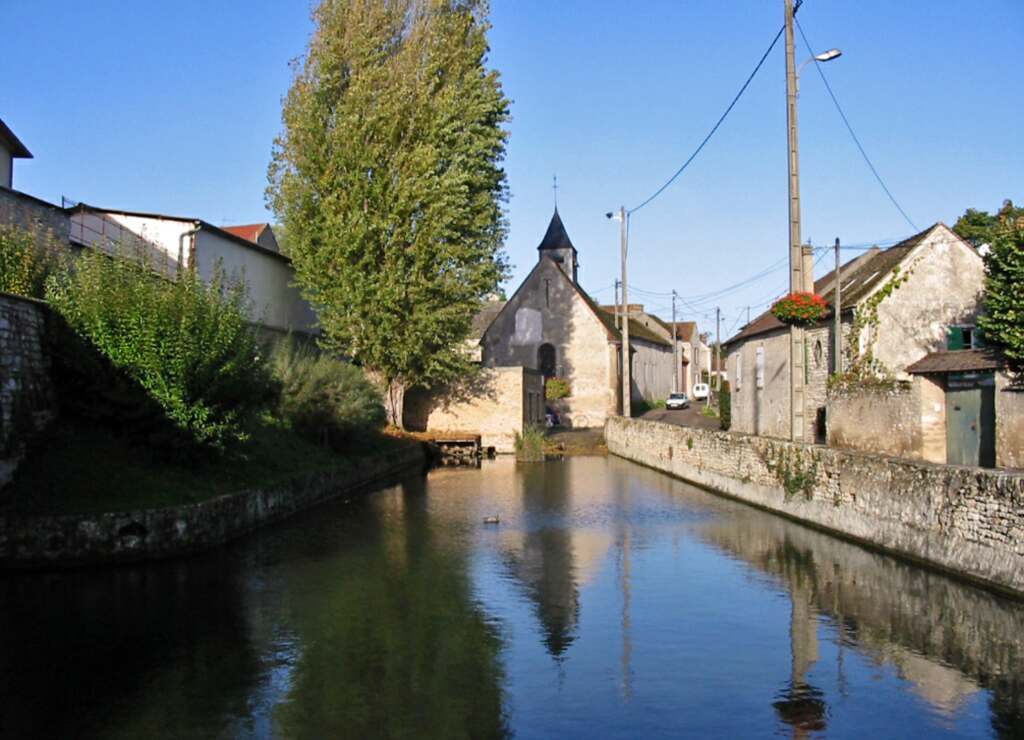
La chapelle Saint-Jean à Senneville.

### Lieux et monuments
- Un four à chaux gallo-romain composé de deux fosses.

Une fosse circulaire destinée à la combustion des pierres et une aire de chauffe rectangulaire servant à l’alimentation du feu.
- Deux pierres tombales ont été trouvées à Guerville, Moïse Schwab en donne ces traductions[30] :

1. Ceci est la stèle de maître Rabbi Isaac, fils de Rabbi Abraham décédé le sixième jour (vendre) de la section Yitro de l’an 99 du petit comput (29 janvier 1339).
2. Ceci est la stèle du généreux (maître) Menahem, fils de l’honoré Maître Perez qui est allé au Paradis.

- Église Saint-Martin.

Église du XIIe siècle, au clocher pointu revêtu de Tuiles Plates.
- Chapelle Saint-Jean-Baptiste de Senneville et fontaine Saint-Jean.

Chapelle construite sur une source dédiée à saint Jean, source aux vertus réputées curatives et qui faisait autrefois l'objet d'un culte.
- Site Natura 2000 « Carrière de Guerville »

### Cinéma
- En 1955, Gilles Grangier tourna devant et dans l'école du hameau de Senneville (rue Saint-Jean) des scènes du film Gas-Oil, avec Jean Gabin et Jeanne Moreau.

### Héraldique
| Blason de Guerville (Yvelines) | Blason  | D'or au chevron de gueules accompagné en pointe d'un lion à la queue fourchée du même ; au chef ondé d'argent soutenu de sable et chargé d'une croisette latine du même accompagnée de deux fours à ciment d’argent maçonnés et ouverts de sable. |
| Blason de Guerville (Yvelines) | Détails | |

### Galerie

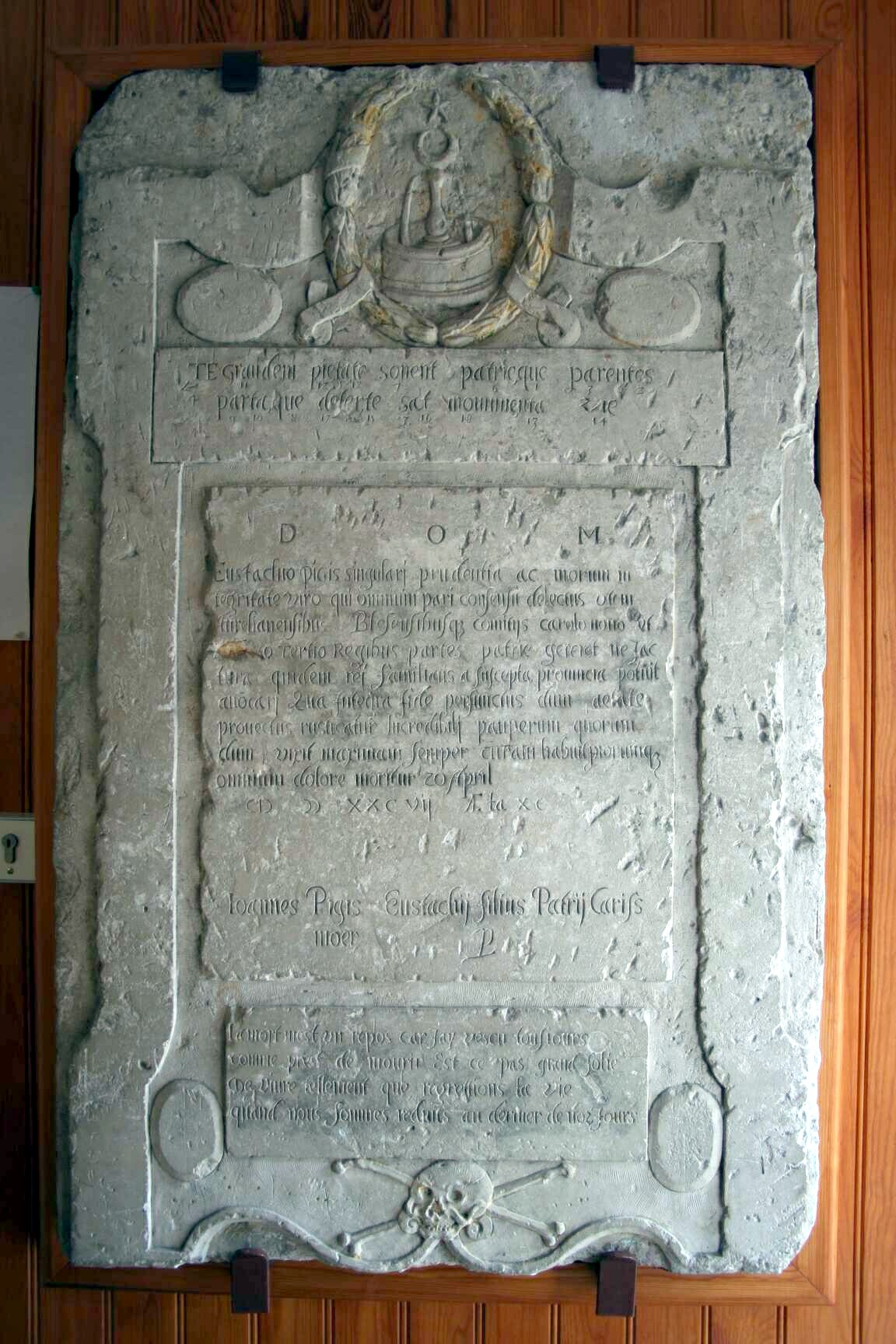
Pierre tombale d'Eustache Pigis.
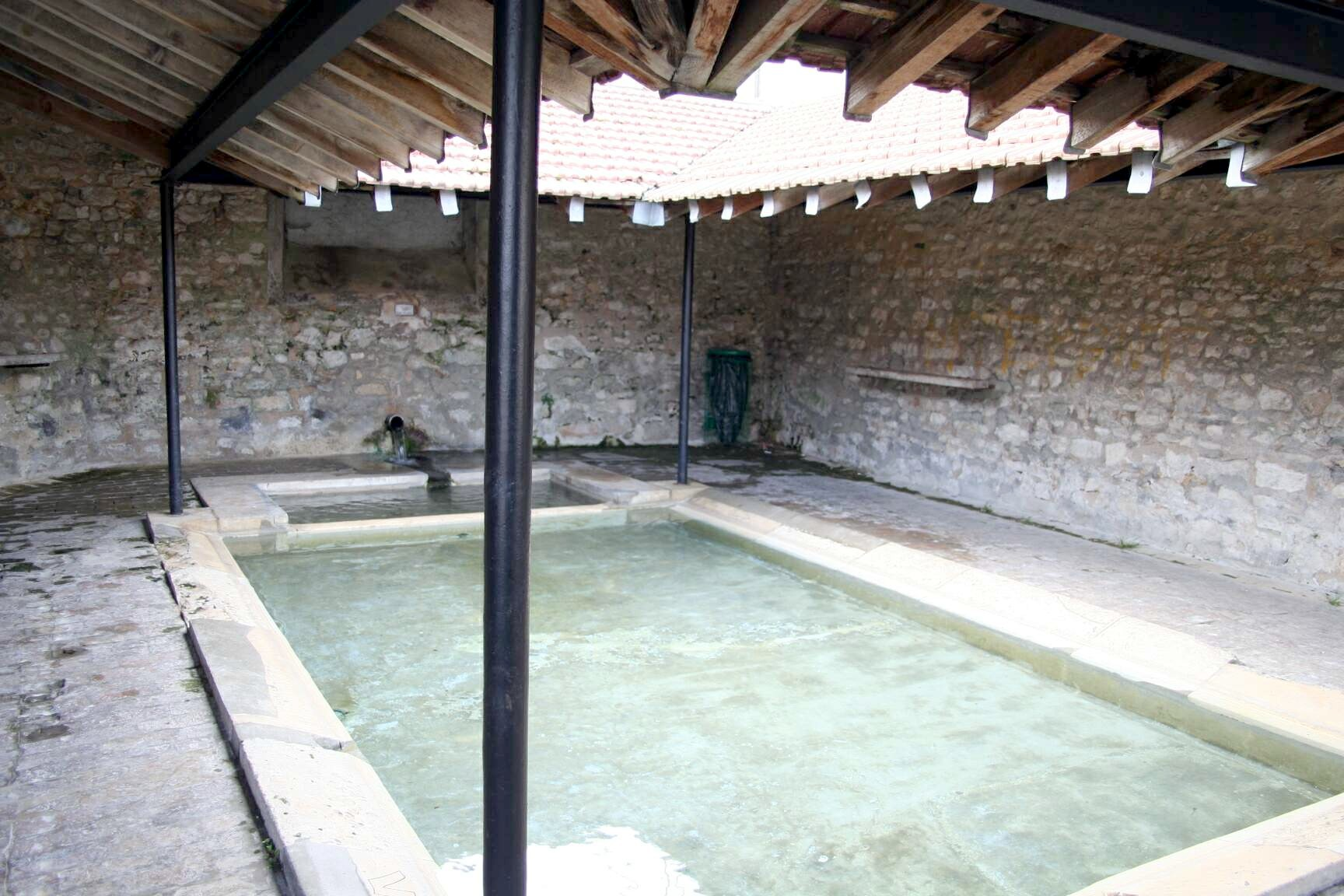
Le lavoir de la Guitelle.
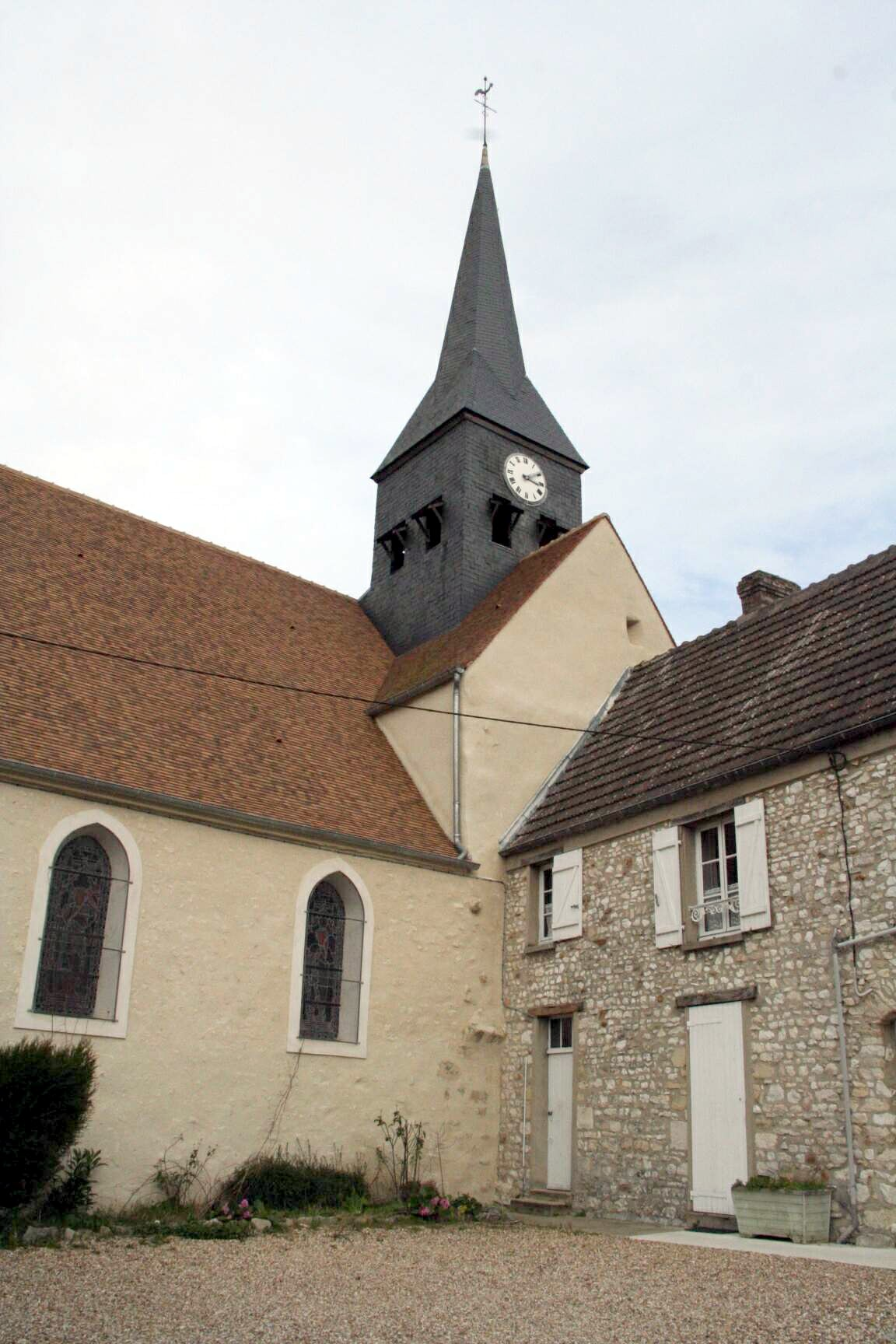
L'église.
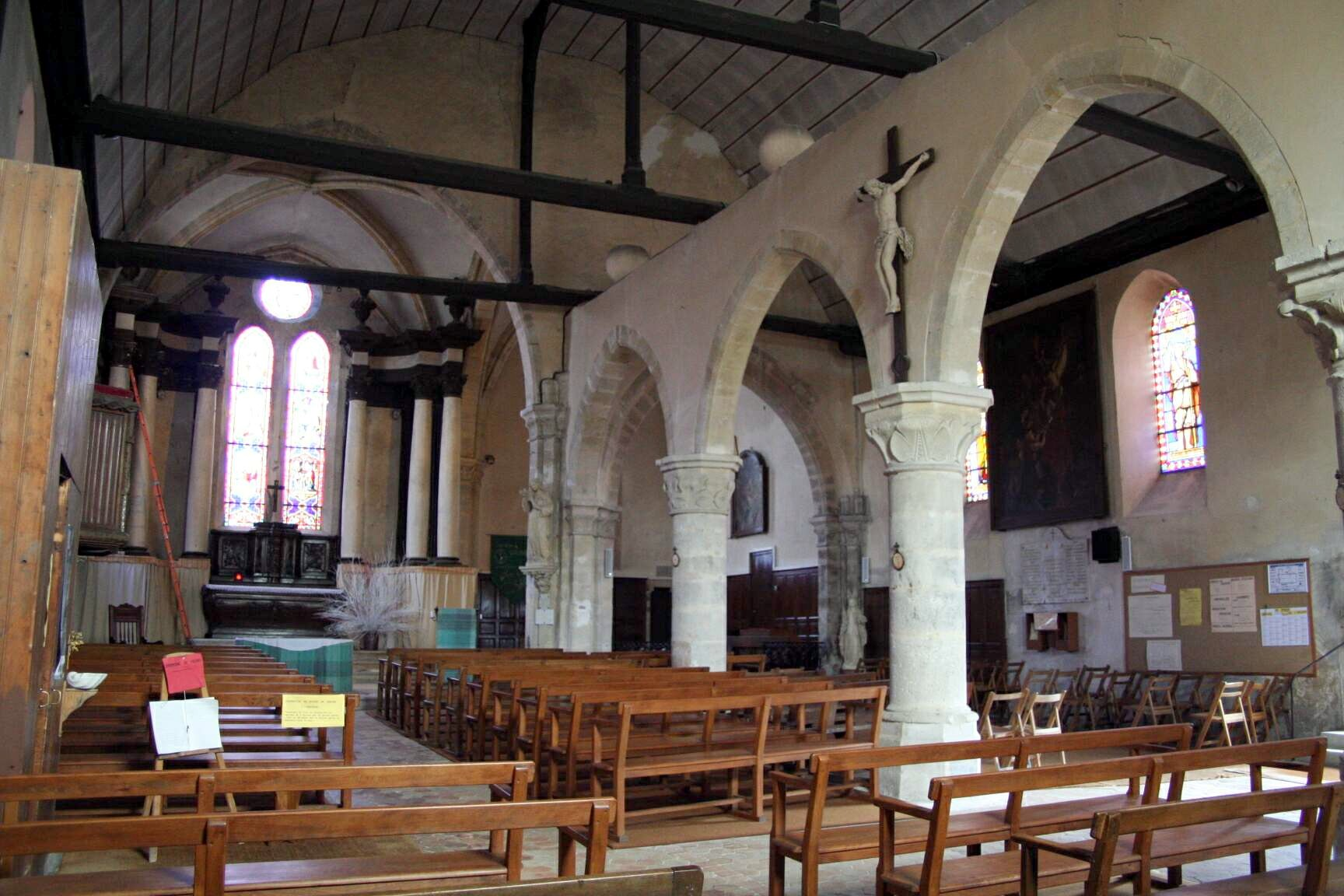
L'intérieur de l'église.
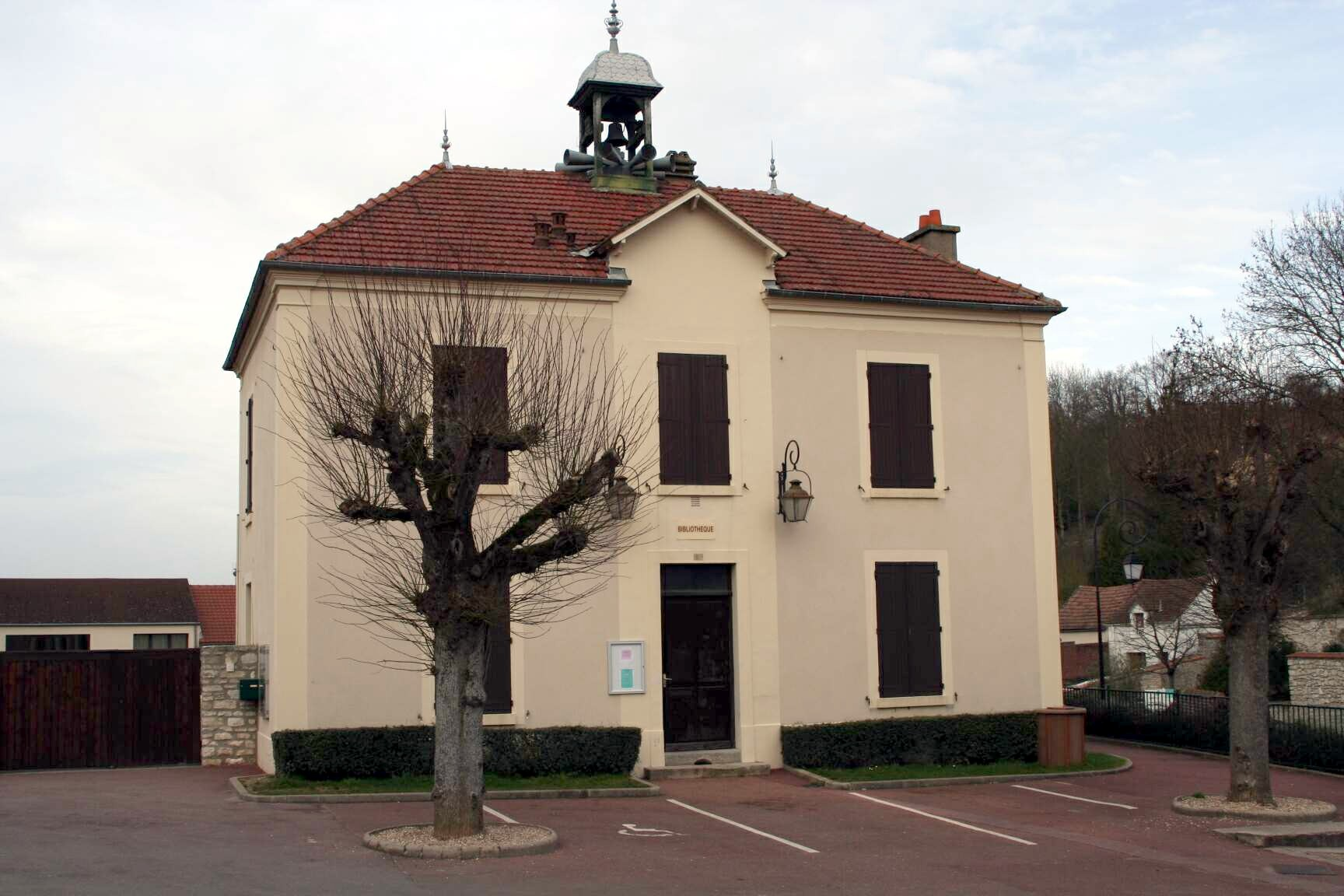
La bibliothèque.